# Rubtsovsk

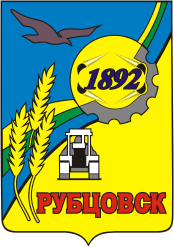
Stadens vapen.

Rubtsovsk (ryska Рубцо́вск) är den tredje största staden i Altaj kraj, Ryssland. Folkmängden uppgick till 146 516 invånare i början av 2015.